# 90 (число)
Вижте пояснителната страница за други значения на 90.
90 (деветдесет) е естествено, цяло число, следващо 89 и предхождащо 91.
Деветдесет с арабски цифри се записва „90“, а с римски цифри – „XC“. Числото 90 е съставено от две цифри от позиционните бройни системи – 8 (осем) и 0 (нула).

## Общи сведения
- 90 е четно число.
- 90 е атомният номер на елемента торий.
- 90-ият ден от годината е 31 март.
- 90 е година от Новата ера.